# Paul Schaeffer-Heyrothsberge
Paul Schaeffer-Heyrothsberge (* 9. September 1891 in Dortmund; † 28. April 1962 in Wiesbaden) war ein deutscher Architekt.

## Leben
Der Sohn eines hohen Justizbeamten studierte ab 1911 Architektur an der Technischen Hochschule Danzig, an der Technischen Hochschule Karlsruhe bei Friedrich Ostendorf und Hermann Billing sowie an der Technischen Hochschule Braunschweig bei Carl Mühlenpfordt. Nach dem Referendariat – u. a. im Hochbauamt I in Magdeburg – legte er in Berlin das 2. Staatsexamen zum Regierungsbaumeister (Assessor in der öffentlichen Bauverwaltung) ab.
Von 1921 bis 1945 arbeitete er selbständig in Magdeburg, wo er Maßstäbe für moderne Industriearchitektur und den Bau von Arbeiterwohnungen setzte. Als Vorsitzender der Ortsgruppe Magdeburg des Bundes Deutscher Architekten (BDA) war er Wortführer in der Auseinandersetzung um die Auftragsvergabe bei öffentlichen Bauvorhaben. 1932 wirkte er neben Johannes Göderitz als zweiter Vorsitzender des Magdeburger Vereins für Deutsche Werkkunst. Vielfach kooperierte er mit dem Maler und Restaurator Paul Thol, dem Bildhauer Fritz von Graevenitz und dem Gartenarchitekten Hermann Mattern.
1930–1932 baute er das erste Hochhaus Magdeburgs für den Zeitungsverlag Faber.
Im Dritten Reich realisierte Schaeffer-Heyrothsberge zahlreiche Siedlungen und Industriebauten. Insgesamt entstanden in seinen Büros mit bis zu 120 Mitarbeitern Planungen für 6.500 Wohnungen.
Nach dem Ende des Zweiten Weltkriegs konnte er seine Tätigkeit in Magdeburg nicht fortsetzen und siedelte daher 1947 nach Wiesbaden über, wo er 1952 er den Wettbewerb für die Planung des Statistischen Bundesamtes gewann, und damit im nunmehr dritten politischen System erfolgreich war.
Seit 1952 war er Vorsitzender der Bezirksgruppe, seit 1954 stellvertretender Vorsitzender der Landesgruppe Wiesbaden des BDA und fungierte ab 1952 als berufenes Mitglied der Akademie für Städtebau, der er bereits vor 1939 angehörte, sowie als Mitglied der Akademie für Bauforschung. 1956 wurde er mit dem Bundesverdienstkreuz I. Klasse ausgezeichnet.

## Bauten und Entwürfe

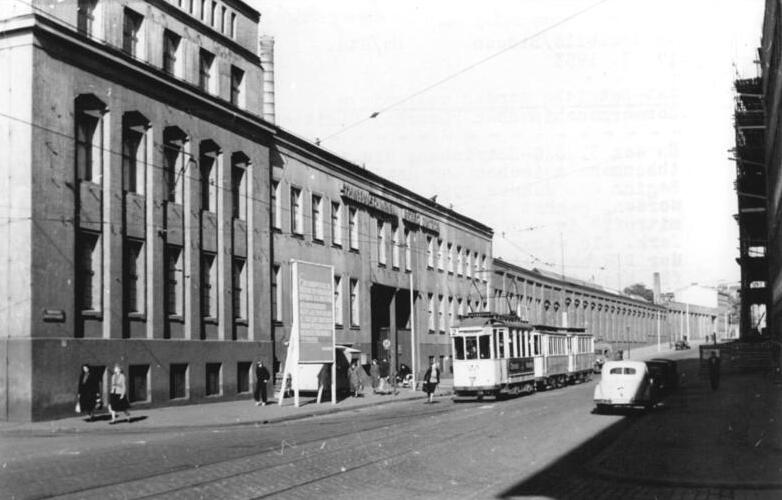
Fassade des Otto-Gruson-Werks (1953)

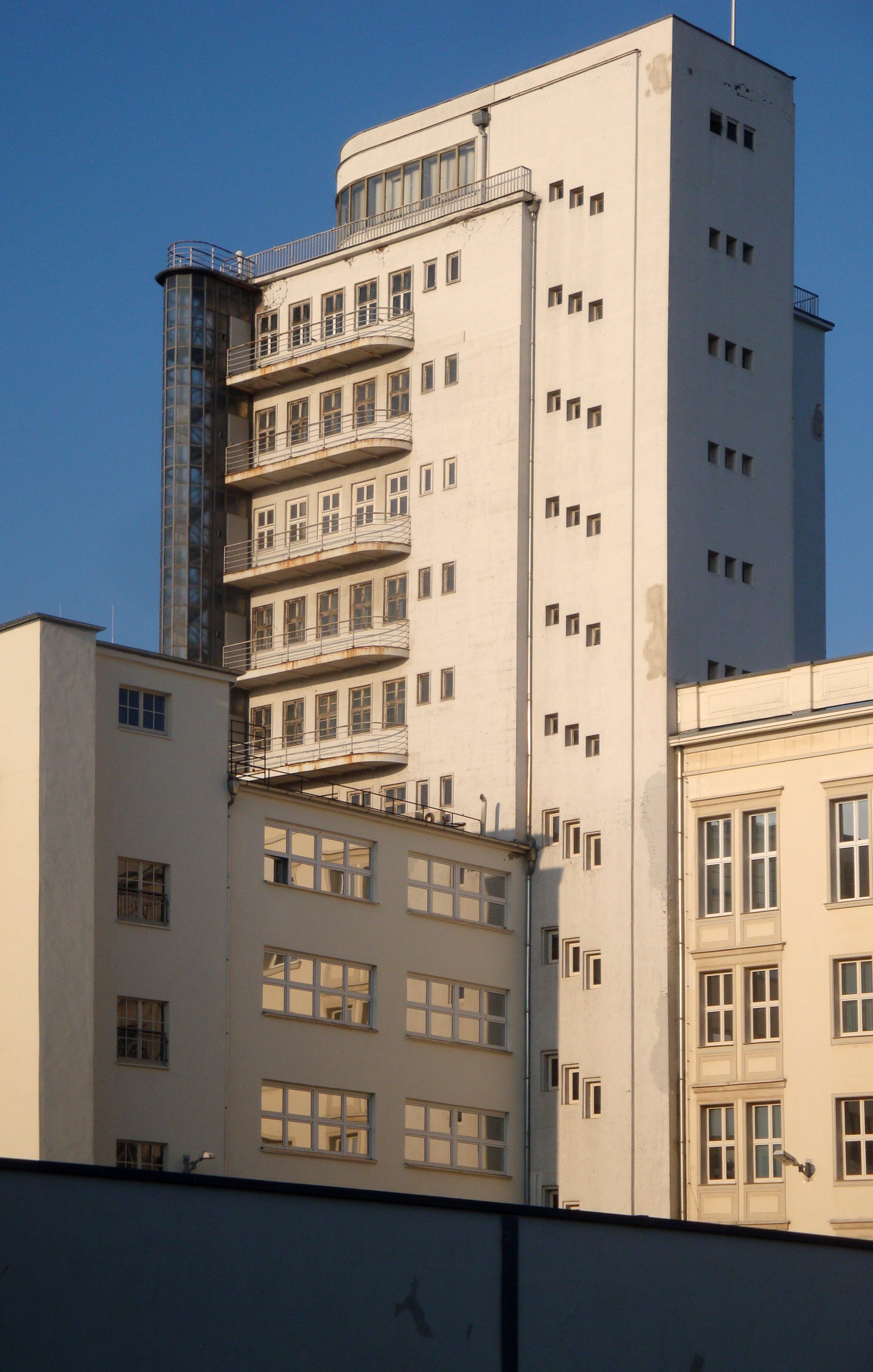
Faber-Hochhaus (2012)

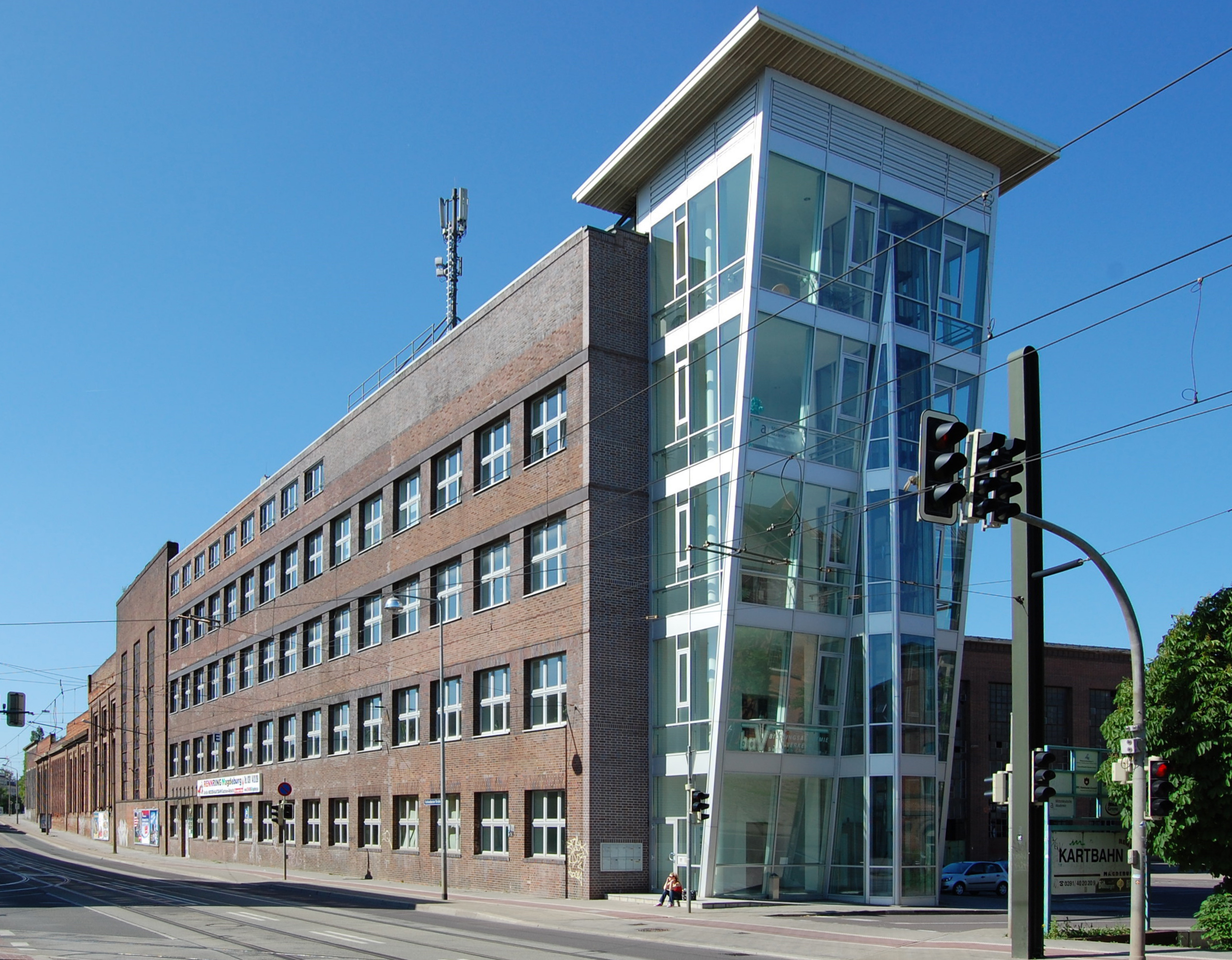
Maschinenfabrik Buckau, Schönebecker Straße, Blick aus südlicher Richtung (2010)

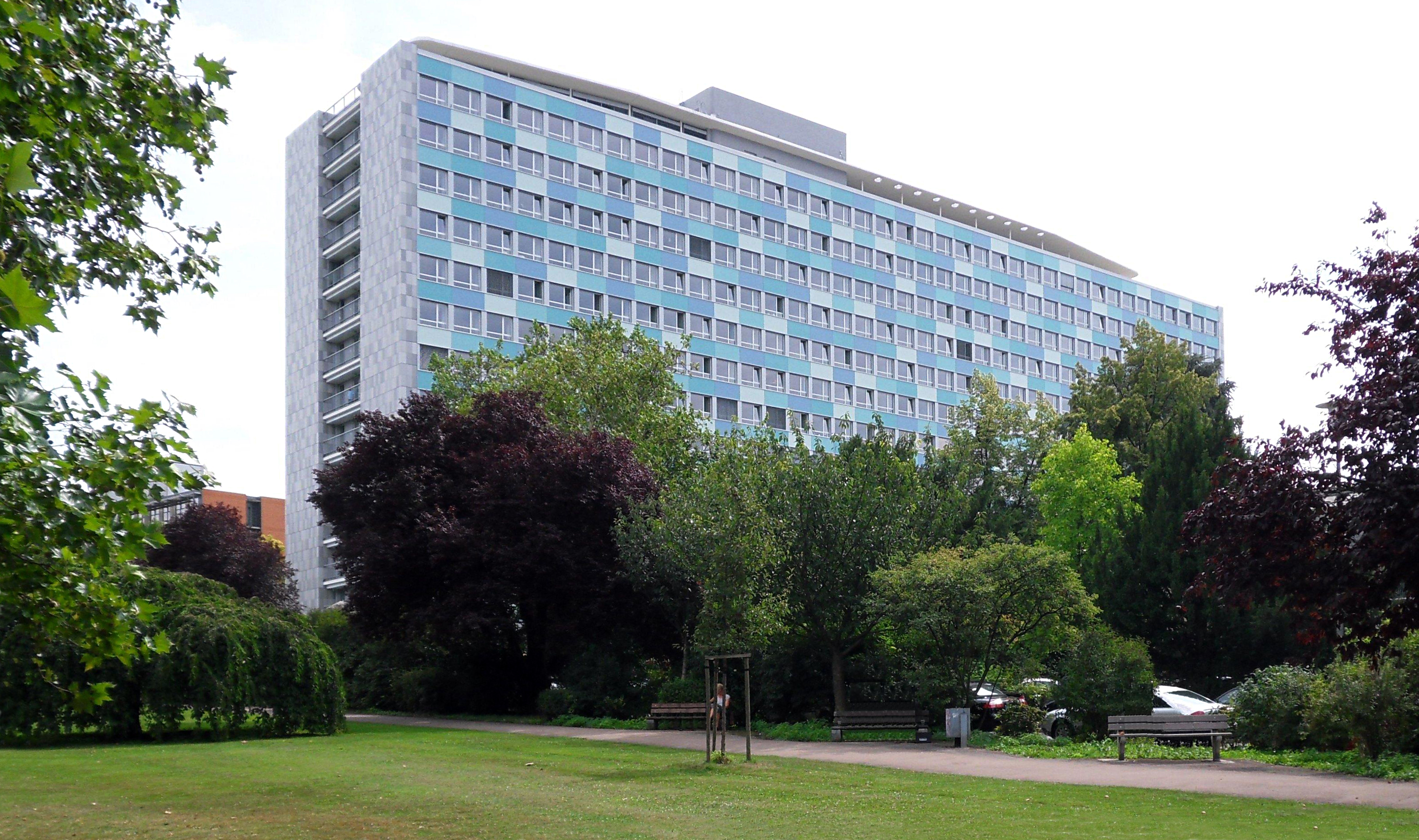
Statistisches Bundesamt Wiesbaden (2009)

- 1921: Verwaltungsgebäude für das Eisen- und Stahlwerk Otto Gruson & Co. in Magdeburg-Buckau, Schönebecker Straße 66[1]
- 1921: Laborgebäude des Krupp-Gruson-Werkes in der Freien Straße in Magdeburg-Buckau
- 1921:  Bauten für die Dampfmühle W. A. Drenckmann in Magdeburg-Sudenburg
- 1922–23: Um- und Erweiterungsbauten für die Vereinigten Ölfabriken Gustav Hubbe – G. W. Farenholtz, Werk Magdeburg-Sudenburg[2]
- 1925: Ausstellungsbauten auf der Deutschen Zuckerausstellung Magdeburg
- 1926–1928: Geschäftshaus Baresel an der Olvenstedter Chaussee (unvollendet)
- 1926–1928: Extraktionsgebäude für die Vereinigten Ölfabriken Gustav Hubbe – G. W. Farenholtz, Werk Friedrichstadt[3]
- 1927–1928: Verwaltungsgebäude der Maschinenfabrik Buckau R. Wolf AG
- vor 1927: Haus Albrecht in Neuhaldensleben[4]
- vor 1928: Beamten-Wohnhaus in Halberstadt[5]
- 1928: Tagungsraum für den 3. Kongress für evangelischen Kirchenbau in Magdeburg[6]
- 1929–1931: Oberlyzeum in Stendal[7]
- 1929–1930: Gemeindeschule in Biederitz
- 1930–1932: Erstes Hochhaus Magdeburgs für den Zeitungsverlag Faber[8]
- 1931: Concordia-Haus der Reichenberger Versicherung „Concordia“ in Teplitz (zusammen mit Max von Loos, in den 1970er Jahren umgebaut), Teplice, Masarykova 1910/27a (Stil: Funktionalismus)[9]
- 1931: Einfamilienwohnhaus L. mit Chauffeurwohnung, Herrenkrug-Kolonie bei Magdeburg[8]
- vor 1931: Haus am Oever in Tangermünde[10]
- 1930: Innenraumgestaltungen für Verwaltungsgebäude des Burbach-Konzerns in Magdeburg
- 1931: Erinnerungsstätte für die im Ersten Weltkrieg gefallenen Angehörigen des Pionierbataillons Nr. 4
- 1932–1938: Krupp-Gruson-Siedlung mit 172 Siedlerstellen in Magdeburg, Am Hopfengarten[11]
- 1934–1936: Wohnanlage mit Beamtenwohnhäusern für die Magdeburger Allgemeine Lebens- und Rentenversicherungs AG in Magdeburg-Sudenburg, Brunnerstraße 3–5 (Schneiders Garten)[12][13]
- ab 1935: Neudorfanlage von Büddenstedt nach Plänen des Büros[14]
- vor 1936: Schule der Siedlung Griebo in Anhalt[15]
- um 1937: Wohnanlage an der verlängerten Hopfenbreite, errichtet für die Beschäftigten der Grusonwerke[12]
- 1936–1937: Siedlung und Schule in Bobbau-Steinfurth[15]
- 1937–1940: Werksiedlung Auf der Brücke der I. G. Farbenindustrie AG in Rottweil am Neckar (Gartengestalter: Hermann Mattern)[16]
- 1938: Getreidesilo in Gleitbauweise System Klotz am Handelshafen Magdeburg, Werner-Heisenberg-Straße 1
- 1938: Verwaltungsgebäude der „Frankona“ Mit- und Rückversicherungs-AG in Berlin-Charlottenburg, Bismarckstraße[17]
- ab 1939: Gartenstadt Elmschenhagen Süd in Kiel für Beschäftigte der Deutschen Werke und der Kriegsmarinewerft
- 1939–1940: Dauerpark-Siedlung in Dessau (mit Bruno Paul)[18]
- 1939–1941: Reichstypenspeicher in Aschersleben[19][20]
- vor 1941: Friedhofsanlage in Büddenstedt (Gartengestalter: Hermann Mattern)[21]
- vor 1941: Gefolgschaftshaus der Deutschen Linoleum-Werke in Bietigheim[22]
- vor 1942: Sommerhaus in Braunlage[23]
- vor 1942: zwei Landhäuser[24]
- vor 1943: Haus und Garten R. V. in Göppingen[25]
- 1947: Planungen für den Wiederaufbau von Pforzheim[26]
- 1950: Schule in Neu-Isenburg (mit Dipl.-Ing. H. Niessen)[27]
- 1953: Verwaltungsgebäude der Raiffeisen-Versicherung in Wiesbaden[28]
- vor 1953: Vierfamilienhaus der Dyckerhoff-Portland-Zementwerke[29]
- 1953–1956: Statistisches Bundesamt in Wiesbaden[30]
- 1955: Bayer-Haus in Hamburg-St. Georg, An der Alster
- 1956: Verwaltungsgebäude der Dynamit-Nobel in Troisdorf[31]
- 1956: Verwaltungsgebäude der Sozialabteilung der Bayer AG in Leverkusen[32]
- vor 1957: Kneipp-Kur- und Erholungsheim in Gras-Ellenbach (Odenwald)[33]
- 1958: Bayer-Kaufhaus in Leverkusen[34]
- 1959: Städtisches Kinderheim in Mainz[35]

## Schriften
- Paul Schaeffer-Heyrothsberge u. a.: Magdeburgs Erstes Hochhaus. Faber Verlag, Magdeburg 1930.
- Paul Schaeffer-Heyrothsberge (Hrsg.): Schöne Gaststätten aus deutschen Gauen. Nürnberg o. J. (um 1936).